# Okrožno sodišče v Slovenj Gradcu
Okrožno sodišče v Slovenj Gradcu je okrožno sodišče Republike Slovenije s sedežem v Slovenj Gradcu, ki spada pod Višje sodišče v Mariboru. Trenutna predsednica (2007) je Marija Krebl.
Pod to okrožno sodišče spada le eno okrajno sodišče: Okrajno sodišče v Slovenj Gradcu.